# スーパー戦隊VSシリーズ劇場
『スーパー戦隊VSシリーズ劇場』（スーパーせんたいバーサスシリーズげきじょう／SUPER SENTAI VERSUS SERIES THEATER）は、2010年5月23日から12月26日まで、テレビ朝日（関東ローカル）で毎週日曜6:30 - 7:00（JST）に全29回が放送された、東映制作の特撮テレビ番組である。
キャッチコピーは、「力を合わせろ! スーパー戦隊!!」、「"VS-SERIES" presented by GOSEIGER!」。

## 概要
番組タイトルにもある通り、スーパー戦隊シリーズのVシネマ作品『スーパー戦隊VSシリーズ』のうち、『獣拳戦隊ゲキレンジャーVSボウケンジャー』までの各作品を放送時間枠に合わせ、2 - 3回に分割・再編集して放送する。また『超力戦隊オーレンジャー』以降の過去15年間の平成戦隊を振り返る、総集編的な番組としての側面も有する。放送回によっては前述した分割だけでなく、巨大ロボの合体シーンなどがカットされている部分もある。また、『ガオレンジャーVSスーパー戦隊』では女戦士の七変化のシーンが静止画とテロップによるダイジェスト方式に編集されている。
番組ナビゲーターおよび提供読みは、本番組と並行して放送されていた『天装戦隊ゴセイジャー』の5人が担当。音楽やSEなどの一部も同作品のものが使用されている。ナビゲーション部分の構成・演出は鈴村展弘が受け持っており、鈴村によると1日で6週分のカットを撮りきっているという。ナビゲーションパートでは、ゴセイジャーの5人が各作品にて使用された衣装を着用したり、その作品にちなんだ事象を取り扱うなど、『ボウケンジャー』のミニコーナーに近い雰囲気となっている。また、あるメンバーが他のメンバーに対しその週の『ゴセイジャー』のストーリーの展開を尋ねるなど、メタフィクション的な面も備えている。

## キャスト
※ゴセイジャーによるナビゲーションパート（新撮パート）のみ。作品ごとの出演者は、上記の各項目を参照。

### レギュラー
- アラタ：千葉雄大
- エリ：さとう里香
- アグリ：浜尾京介
- モネ：にわみきほ
- ハイド：小野健斗

### ゲスト出演者
括弧内は出演話数。
- ダイゴヨウ（声）：遠近孝一（5）[注 2]
- アカレッド（スーツアクター）：日下秀昭（28）[注 3]

## スタッフ
- 構成・演出：鈴村展弘
- 撮影：野村次郎
- 編集：柳澤和子
- プロデューサー：佐々木基（テレビ朝日）、日笠淳・大森敬仁（東映）、矢田晃一（東映エージエンシー）
- 制作：テレビ朝日、東映、東映エージエンシー

## 放送日程
| 放送回       | 放送作品                                                | 放送作品 | 放送日   |
| ------------ | ------------------------------------------------------- | -------- | -------- |
| BATTLE-1     | 超力戦隊オーレンジャー オーレVSカクレンジャー（1996年） | 前編     | 5月23日  |
| BATTLE-2     | 超力戦隊オーレンジャー オーレVSカクレンジャー（1996年） | 後編     | 5月30日  |
| BATTLE-3     | 激走戦隊カーレンジャーVSオーレンジャー（1997年）        | 前編     | 6月06日  |
| BATTLE-4     | 激走戦隊カーレンジャーVSオーレンジャー（1997年）        | 後編     | 6月13日  |
| BATTLE-5     | 電磁戦隊メガレンジャーVSカーレンジャー（1998年）        | 前編     | 6月20日  |
| BATTLE-6     | 電磁戦隊メガレンジャーVSカーレンジャー（1998年）        | 後編     | 6月27日  |
| BATTLE-7     | 星獣戦隊ギンガマンVSメガレンジャー（1999年）            | 前編     | 7月04日  |
| BATTLE-8     | 星獣戦隊ギンガマンVSメガレンジャー（1999年）            | 後篇     | 7月18日  |
| BATTLE-9     | 救急戦隊ゴーゴーファイブ 激突!新たなる超戦士（1999年）  | 前編     | 7月25日  |
| BATTLE-10    | 救急戦隊ゴーゴーファイブ 激突!新たなる超戦士（1999年）  | 後編     | 8月08日  |
| BATTLE-11    | 救急戦隊ゴーゴーファイブVSギンガマン（2000年）          | 前編     | 8月15日  |
| BATTLE-12    | 救急戦隊ゴーゴーファイブVSギンガマン（2000年）          | 後編     | 8月22日  |
| BATTLE-13    | 未来戦隊タイムレンジャーVSゴーゴーファイブ（2001年）    | 前編     | 8月29日  |
| BATTLE-14    | 未来戦隊タイムレンジャーVSゴーゴーファイブ（2001年）    | 後編     | 9月05日  |
| BATTLE-15    | 百獣戦隊ガオレンジャーVSスーパー戦隊（2001年）          | 前編     | 9月12日  |
| BATTLE-16    | 百獣戦隊ガオレンジャーVSスーパー戦隊（2001年）          | 中編     | 9月19日  |
| BATTLE-17    | 百獣戦隊ガオレンジャーVSスーパー戦隊（2001年）          | 後編     | 9月26日  |
| BATTLE-18    | 忍風戦隊ハリケンジャーVSガオレンジャー（2003年）        | 前編     | 10月03日 |
| BATTLE-19    | 忍風戦隊ハリケンジャーVSガオレンジャー（2003年）        | 後編     | 10月10日 |
| BATTLE-20    | 爆竜戦隊アバレンジャーVSハリケンジャー（2004年）        | 前編     | 10月17日 |
| BATTLE-21    | 爆竜戦隊アバレンジャーVSハリケンジャー（2004年）        | 後編     | 10月24日 |
| BATTLE-22    | 特捜戦隊デカレンジャーVSアバレンジャー（2005年）        | 前編     | 10月31日 |
| BATTLE-23    | 特捜戦隊デカレンジャーVSアバレンジャー（2005年）        | 後編     | 11月07日 |
| BATTLE-24    | 魔法戦隊マジレンジャーVSデカレンジャー（2006年）        | 前編     | 11月14日 |
| BATTLE-25    | 魔法戦隊マジレンジャーVSデカレンジャー（2006年）        | 後編     | 11月21日 |
| BATTLE-26    | 轟轟戦隊ボウケンジャーVSスーパー戦隊（2007年）          | 前編     | 11月28日 |
| BATTLE-27    | 轟轟戦隊ボウケンジャーVSスーパー戦隊（2007年）          | 後編     | 12月05日 |
| BATTLE-28    | 獣拳戦隊ゲキレンジャーVSボウケンジャー（2008年）        | 前編     | 12月19日 |
| BATTLE-FINAL | 獣拳戦隊ゲキレンジャーVSボウケンジャー（2008年）        | 後編     | 12月26日 |

### 放送局
| 放送局     | 放送期間                 | 放送日時         | 備考                               |
| ---------- | ------------------------ | ---------------- | ---------------------------------- |
| テレビ朝日 | 2010年5月23日 - 12月26日 | 日曜 6:30 - 7:00 | 系列局であるテレビ局では未ネット。 |

## 主題歌
「バーサス! スーパー戦隊」
- 作詞：八手三郎 / 作曲：高木洋 / 編曲：高木洋・大石憲一郎
- 歌：Project.R（高取ヒデアキ/YOFFY/谷本貴義）

放送開始日である2010年5月23日から着うたを配信、同年6月9日からiTunes Storeで音楽配信された。
当初は配信限定シングルであったが、同年8月18日にリリースされたアルバム『スーパー戦隊VSサウンド超全集!』シリーズ（13タイトル）すべてに収録されるという形でCD化もなされた。
BATTLE-15のエンディングでは、ゴセイジャー5人によるダンスとともに1コーラス披露された。
のちに同曲は、Vシネクスト『ルパンレンジャーVSパトレンジャーVSキュウレンジャー』で挿入歌として使用された。